# Szamárium
A szamárium a lantanoidák közé tartozó ritkaföldfém. A periódusos rendszer 62-es rendszámú tagja, atomsúlya 150,36, vegyjele Sm. Fényes ezüstszürke, enyhén kemény fém. Ahogy a legtöbb lantanoidának, a szamárium legstabilabb oxidációs száma +3. Léteznek szamárium(II) vegyületek is, ezek közül a legismertebb a szamárium-monoxid (SmO), a szamárium-jodid és a monokalkogenidjei: SmS, SmSe és SmTe. Élettani jelentősége kicsi. Enyhén mérgező.
Heinrich Rose német mineralógus a szamarszkit ásvány után nevezte el, ami Vaszilij Jevgrafovics Szamarszkij-Bihovec bányamérnökről kapta a nevét. Az első, a természetben is előforduló elem, amit személyről neveztek el, még ha közvetetten is.
Habár a ritkaföldfémek csoportjához tartozik, a fém a negyvenedik leggyakoribb elem a földkéregben, gyakoribb, mint például az ón. Több ásvány is tartalmaz legfeljebb 2,8% szamáriumot. Ezek az ásványok megtalálhatók Kínában, az Amerikai Egyesült Államokban, Brazíliában, Srí Lankán, Indiában, és Ausztráliában. A vezető szamáriumtermelő Kína.
Leggyakoribb felhasználási formája az erős kobalt-szamárium mágnes. Bár a neodímiumos mágnesek erősebbek, a kobalt-szamárium mágnesek még magas hőmérsékleten is megőrzik mágnesességüket. A szamárium-153 radioaktív izotópot a tüdő-, a prosztata-, a mell- és a csontrák kezelésére használják. A szamárium-149 jó neutronnyelő, ezért atomreaktorok szabályzórúdjaiba teszik. További alkalmazásai: katalizátor, radioaktív kormeghatározás, és röntgenlézer.

## Története

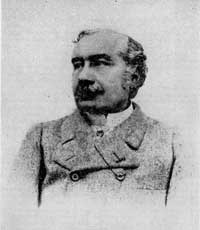
Paul Émile Lecoq de Boisbaudran, aki először izolálta a szamáriumot

A szamáriumot először Jean Charles Galissard de Marignac svájci kémikus észlelte 1853-ban, didímia abszorpciós spektrumában. Paul Émile Lecoq de Boisbaudran francia kémikus izolált először szamáriumvegyületet szamarszkitból ((Y,Ce,U,Fe)3(Nb,Ta,Ti)5O16)kiindulva, 1879-ben. Szennyezett oxidot kapott, amiben az új elem jelenlétét Galissard de Marignac-hoz hasonlóan spektroszkópiailag azonosította, annak két kék, erőteljes abszorpciós vonala alapján. Marc Delafontaine svájci kémikus 1878-ban jelentette be egy új elem felfedezését, amit decipiumnak nevezett el. 1881-ben azonban pontosította, hogy az általa kapott anyag keverék, két elemből áll, és az egyik összetevő Lecoq de Boisbaudran szamáriumával egyezik meg. Később kiderült, hogy ez a szamárium is keverék, mert európiumot tartalmaz jelentős mennyiségben. A két oxidot 1901-ben Eugène-Anatole Demarçay francia kémikusnak sikerült szétválasztania. Elemi formában a fémet végül 1903-ban Wilhelm Muthmann német kémikus állította elő elektrolízissel.
A szamarszkitot először az Uralban lelték fel, az 1870-es években más lelőhelyeket is felfedeztek, ami több kutató számára is hozzáférhetővé tette a fémet. V. J. Szamarszkij-Bihovec (1803–1870) az orosz Bányamérnöki Hadtest vezérkarának főnökeként engedélyezte a német Rose testvéreknek (Gustav és Heinrich) az Uralból származó minták tanulmányozását. Boisbaudran az elemet szamáriának nevezte el, de a végződést később megváltoztatták, és a szamária nevet a szamárium-oxidokra használják az yttria, cirkónia, alumina, céria, holmia, és több más elnevezés analógjaként. Az Sm vegyjel mellett egészen az 1920-as évekig az Sa jelet is használták.
Az ioncserés technika 1950-es évekbeli felfedezése előtt a szamárium tiszta formában nem került kereskedelmi forgalomba. A neodímium frakcionális kristályosításának melléktermékeként keletkezett gadolínium-szamárium keveréket a gyártó után Lindsay Mixnek nevezték. Ezt az anyagot többek között a korai atomreaktorok szabályzórúdjaiban használták. Ma a szamárium, az európium és a gadolínium keverékét használják (SEG). Ez a bastnäsitből vagy monacitból kivont lantanoidakeverék oldószeres extrakciójával készítik. A technológia azon alapul, hogy a nehezebb lantanoidák jobban oldódnak az adott oldatban, így könnyen eltávolíthatók. Ezután nem mindegyik gyártó folytatja a szétválasztást, hiszen a SEG az ércnek mindössze a 2%-át teszi ki. Az ilyen gyártók terméküket a specializálódott feldolgozóknak adják el. Az európiumtartalmat a fényporgyártáshoz használják el. A szamáriumot a maradékból vonják ki.

## Előfordulása

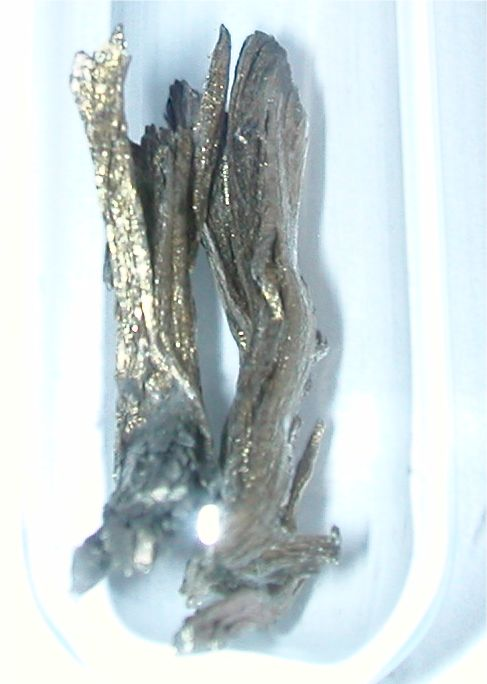
Szamárium

A természetben elemi formában nem fordul elő. Gyakoribb ásványai a monacit, bastnäsit, cerit, gadolinit és szamarszkit. Átlagos koncentrációja a földkéregben 8 ppm, ezzel a 40. helyen áll a gyakorisági listán. Lantanoidák között az ötödik leggyakoribb elem. A talaj szamáriumtartalma 2 és 23 ppm között változik, és az óceánok 0,5–0,8 trilliomodot tartalmaznak belőle. Talajbeli előfordulása erősen összefügg az elem kémiai állapotával, és a talaj tulajdonságaival: a homokos földben 200-szor dúsabb, mint a talajvízben, és az agyagos föld 1000-szer többet tartalmaz a talajvíznél.

## Fizikai tulajdonságai
Fényes ezüstszínű fém a cinkhez hasonló sűrűséggel és keménységgel. 1794 Celsius-fokos forráspontjával a harmadik legillékonyabb ritkaföldfém az itterbium és az európium után; ez megkönnyíti elválasztását a többi lantanoidától.
A fémnek normál nyomáson három kristályos módosulata létezik. Szobahőmérsékleten a trigonális α-módosulat a stabil. 731 °C-ra hevítve szoros illeszkedésű hexagonális β-formát vesz fel, majd tovább hevítve 922 °C felett tércentrált köbös γ-módosulatba megy át. 300 °C-on és 40 kbar nyomáson bihexagonális szoros struktúrába rendeződik (dhcp). Több száz, vagy több ezer kilobáros nyomás újabb és újabb szerkezetek kialakulását eredményezi, például 900 kbar körül tetragonális szerkezet jön létre.
Szobahőmérsékleten szeszkvioxidjával együtt paramágneses tulajdonságú, Néel-hőmérséklete 14,8 K, alatta antiferromágneses. Korrespondáló effektív mágneses momentuma 2µB, a ritkaföldfémek között a harmadik legkisebb a lantán és a lutécium után.
A szamáriumatomok egyenként fullerénmolekulákba zárhatók. Szilárd C60 fullerénben szabadon átjárhatnak a molekulák között, szupravezetővé téve a fullerént 8 K alatt. Vas alapú szupravezetőhöz adva annak szupravezetését 56 K-re emeli, ami eddig az egyik elérhető legjobb.

## Kémiai tulajdonságai
Száraz levegőn viszonylag stabil, felületén légzáró oxidréteg alakul ki, ami megakadályozza a további oxidációt. Hosszabb idő alatt még olajban tárolva is oxidálódni kezd, felületén szürkés-sárgás bevonat jelzi oxidok és hidroxidok kialakulását. A folyamat megelőzése érdekében inert gáz alatt kell tárolni. Levegőn hevítve öngyulladási hőmérséklete 150 °C.
Jellemző oxidációs állapota a többi lantanoida elemhez hasonlóan +3. Az Sm3+ ion vizes oldatban [Sm(OH2)9]3+ komplex formában van jelen, oldatának színe sárgától halványzöldig terjed. Azon kevés lantanoidák egyike, amelyiknek Sm2+ ionja is létezik, ennek vizes oldata vérvörös.
Hideg vízzel hidrogénfejlődés közben lassan, meleg vizzel hevesebben reagál, és szamárium-hidroxid keletkezik:
2 Sm + 6 H2O → 2 Sm(OH)3 + 3 H2
Savak szintén oldják, vizes kénsavval az alabbiak szerint reagál:
2 Sm (s) + 3 H2SO4 (aq) → 2 Sm3+ (aq) + 3 SO2−4 (aq) + 3 H2 (g)
A szamárium azon kevés ritkaföldfém egyike, amelyek előfordulnak +2-es oxidációs állapotban. Ezek az ionok vérvörös színűre festik az oldatot.

## Élettani hatásai
A szamáriumnak semmilyen szerepe nincs az emberi testben. Sói élénkítik az anyagcserét, bár vitatott, hogy ez mennyire a szamáriumnak, és mennyire a sóban jelenlevő többi lantanoidának köszönhető. Egy nátrium-szamárium vegyület igazoltan gyulladáscsökkentő, bőr- és nyálkahártyaregeneráló hatású. Felnőttekben a teljes szamáriummennyiség 50 mikrogramm; ez főként a májban és a vesében fordul elő. A vérben literenként 8 mikrogramm található. A növények nem kötik meg a szamáriumot mérhető mennyiségben, így nem kerül be a táplálékláncba. Néhány növényben mégis feldúsul egy milliomod részre. A szamárium vízben nem oldódó sói nem mérgezőek, és az oldódók gyengén mérgezők.
A tápcsatornába került szamáriumsók 0,05%-a szívódik fel a vérbe, a többi a bélsárral távozik. A szamárium 45%-a a májba jut; újabb 45% a csontok felszínén rakódik le, ahol több, mint 10 évig marad. A maradék 10%-ot a vese kiválasztja.
A nátrium-szamárium-diszulfoszalicilát szamárium vegyület, különböző gyógyszerkészítményekben alkalmazzák. Gyulladáscsökkentő hatású, valamint gátolja egyes vírusok szaporodását (Herpesz, Afta). Elsősorban szájnyálkahártyabetegségek (fogíny-gyulladás, szájnyálkahártya sérülések gyulladásai, torokgyulladás stb.) és bőrbetegségek kezelésére (bőrregeneráló hatású, bőrgyulladásokra, ekcémára, I. és II. fokú égési sérülésekre stb.) alkalmazzák. Magyarországon a PannonPharma Kft. gyártja és Phlogosam kenőcs, hab, valamint Phlogosol oldat formájában hozza forgalomba. 

## Vegyületei
- Szamárium(III)-oxid Sm2O3
- Szamárium(III)-fluorid SmF3
- Szamárium(III)-klorid SmCl3
- Szamárium(II)-bromid SmBr2
- Szamárium(III)-bromid SmBr3
- Szamárium(II)-jodid SmI2
- Szamárium(III)-jodid SmI3
- Szamárium(III)-szulfát Sm2(SO4)3
- Szamárium-kobalt Sm2Co7
- Szamárium-153-EDTMP
- Nátrium-szamárium-diszulfoszalicilát

Szamárium és vegyületeinek jellemzői
| Összegképlet | Szín         | Szimmetria   | Tércsoport | No  | Pearson-szimbólum | a (pm) | b (pm) | c (pm) | Z  | Sűrűség g/cm³-ben |
| ------------ | ------------ | ------------ | ---------- | --- | ----------------- | ------ | ------ | ------ | -- | ----------------- |
| Sm           | ezüstfehér   | trigonális   | R3m        | 166 | hR9               | 362,9  | 362,9  | 2621,3 | 9  | 7,52              |
| Sm           | ezüstfehér   | hexagonális  | P63/mmc    | 194 | hP4               | 362    | 362    | 1168   | 4  | 7,54              |
| Sm           | ezüstfehér   | tetragonális | I4/mmm     | 139 | tI2               | 240,2  | 240,2  | 423,1  | 2  | 20,46             |
| SmO          | arany        | köbös        | Fm3m       | 225 | cF8               | 494,3  | 494,3  | 494,3  | 4  | 9,15              |
| Sm2O3        |              | trigonális   | P3m1       | 164 | hP5               | 377,8  | 377,8  | 594    | 1  | 7,89              |
| Sm2O3        |              | monoklin     | C2/m       | 12  | mS30              | 1418   | 362,4  | 885,5  | 6  | 7,76              |
| Sm2O3        |              | köbös        | Ia3        | 206 | cI80              | 1093   | 1093   | 1093   | 16 | 7,1               |
| SmH2         |              | köbös        | Fm3m       | 225 | cF12              | 537,73 | 537,73 | 537,73 | 4  | 6,51              |
| SmH3         |              | hexagonális  | P3c1       | 165 | hP24              | 377,1  | 377,1  | 667,2  | 6  |                   |
| Sm2B5        | szürke       | monoklin     | P21/c      | 14  | mP28              | 717,9  | 718    | 720,5  | 4  | 6,49              |
| SmB2         |              | hexagonális  | P6/mmm     | 191 | hP3               | 331    | 331    | 401,9  | 1  | 7,49              |
| SmB4         |              | tetragonális | P4/mbm     | 127 | tP20              | 717,9  | 717,9  | 406,7  | 4  | 6,14              |
| SmB6         |              | köbös        | Pm3m       | 221 | cP7               | 413,4  | 413,4  | 413,4  | 1  | 5,06              |
| SmB66        |              | köbös        | Fm3c       | 226 | cF1936            | 2348,7 | 2348,7 | 2348,7 | 24 | 2,66              |
| Sm2C3        |              | köbös        | I43d       | 220 | cI40              | 839,89 | 839,89 | 839,89 | 8  | 7,55              |
| SmC2         |              | tetragonális | I4/mmm     | 139 | tI6               | 377    | 377    | 633,1  | 2  | 6,44              |
| SmF2         | lila         | köbös        | Fm3m       | 225 | cF12              | 587,1  | 587,1  | 587,1  | 4  | 6,18              |
| SmF3         | fehér        | ortorombos   | Pnma       | 62  | oP16              | 667,22 | 705,85 | 440,43 | 4  | 6,64              |
| SmCl2        | barna        | ortorombos   | Pnma       | 62  | oP12              | 756,28 | 450,77 | 901,09 | 4  | 4,79              |
| SmCl3        | sárga        | hexagonális  | P63/m      | 176 | hP8               | 737,33 | 737,33 | 416,84 | 2  | 4,35              |
| SmBr2        | barna        | ortorombos   | Pnma       | 62  | oP12              | 797,7  | 475,4  | 950,6  | 4  | 5,72              |
| SmBr3        | sárga        | ortorombos   | Cmcm       | 63  | oS16              | 404    | 1265   | 908    | 2  | 5,58              |
| SmI2         | zöld         | monoklin     | P21/c      | 14  | mP12              |        |        |        |    |                   |
| SmI3         | narancssárga | trigonális   | R3         | 63  | hR24              | 749    | 749    | 2080   | 6  | 5,24              |
| SmN          |              | köbös        | Fm3m       | 225 | cF8               | 357    | 357    | 357    | 4  | 8,48              |
| SmP          |              | köbös        | Fm3m       | 225 | cF8               | 576    | 576    | 576    | 4  | 6,3               |
| SmAs         |              | köbös        | Fm3m       | 225 | cF8               | 591,5  | 591,5  | 591,5  | 4  | 7,23              |

### Oxidjai
A szamárium legstabilabb oxidja az Sm2O3 szamárium-szeszkvioxid. Ahogy több más szamáriumvegyület, ez is többféleképpen kristályosodhat. A trigonális rács az olvadék lassú lehűlésével alakul ki. Olvadáspontja 2345 °C; ezt a hőmérsékletet csak indukciós hevítéssel tudják elérni. Lángfúziós módszerrel (Verneuil-folyamat) monoklin szimmetriájú kristályrács jön létre porából. A metastabil trigonális forma 1900 °C-ra hevítve a stabilabb monoklin formára alakul. Emellett leírtak még köbös szamárium-szeszkvioxidot is.
A szamárium egyike azoknak a kevés ritkaföldfémeknek, amik monoxidot alkotnak (SmO). Az aranysárga vegyületet úgy állítjják elő, hogy szamárium-szeszkvioxidot fémszamáriummal együtt 1000 °C-ra melegítenek, és legalább 50 kbar nyomás alá helyezik. Ha a nyomás alacsonyabb, akkor a reakció nem lesz teljes. Szerkezete köbös, kősószerű.

### Kalkogenidjei
A szamárium három értékű szulfidot, szelenidet és telluridot alkot, továbbá ismertek a két értékű, köbös szerkezetű SmS, SmSe és SmTe. Különlegességük, hogy szobahőmérsékleten a nyomástól függően fémek vagy félvezetők módjára vezetik az áramot. Az átmenet 20–30 kbar között folytonos SmSe-ben és SmTe-ban, míg a SmS hirtelen vált 6,5 kbarnál. Az átmenet a SmS színét is megváltoztatja: a filmre vitt kristályok súrolás hatására feketéből sárgává válnak. A térfogata ~15%-kal nő, vagy csökken, de a kristályrács szimmetriája nem változik. A jelenség hiszterézist mutat; az így kezelt SmS csak 0,4 kbarig csökkentett nyomáson válik újra félvezetővé.

### Halogenidjei
A szamárium az X = F, Cl, Br vagy I halogénekkel trihalogenideket alkot:

2 Sm (s) + 3 X2 (g) → 2 SmX3 (s)
Magasabb, 700–900 °C-os hőmérsékleten a további redukció szamáriummal, lítiummal vagy nátriummal dihalogenideket hoz létre. A dijodid SmI3 hevítésével, vagy szobahőmérsékleten, vízmentes tetrahidrofuránban a fémet 1,2-dijódetánnal reagáltatva is előállítható:
Sm (s) + ICH2-CH2I → SmI2 + CH2=CH2.
Redukció hatására a dihalogenideken kívül jól meghatározott kristályszerkezetű nem sztöchiometrikus vegyületek is keletkeznek, mint:
Sm3F7, Sm14F33, Sm27F64, Sm11Br24, Sm5Br11 és Sm6Br13
A szamárium-halogenidek szerkezete megváltozik, ha egyik halogenid a másikat helyettesíti. Ez szokatlan viselkedés az elemek között. Sok halogenidnek két lehetséges kristályrácsa van, egy stabil és egy metastabil. Az utóbbi nyomás vagy magas hőmérséklet hatására jön létre. Például a monoklin szamárium-dijodid nyomás alá helyezve és a nyomást visszacsökkentve PbCl2-szerű ortorombos szerkezetet vesz fel 5,90 g/cm³ sűrűséggel. Hasonló kezelés hatására a szamárium-trijodidnak is egy új fázisa alakul ki 5,97 g/cm³-es sűrűséggel.

### Boridjai
A szamárium-oxid vákuumbeli szinterezése bórral egy olyan keveréket ad, ami több szamárium-borid fázist tartalmaz. Ezek aránya a kezdeti keverék arányának megváltoztatásával szabályozható. Ívolvasztással vagy zónaolvasztással nagyobb szamárium-borid kristályok nyerhetők. Ezzel a különböző boridok is szétválogathatók a különböző olvadáspontok miatt: SmB6 (2580 °C), SmB4 (2300 °C körül) és SmB66 (2150 °C). Kemény, sötétszürke kristályos vegyületek, amelyek közül a több bórt tartalmazók keményebbek. A szamárium-diborid illékonysága miatt csak 65 kbar körüli nyomáson és 1140 és 1240 °C közötti hőmérsékleten állítható elő. A hőmérséklet növelésével több SmB6 jön létre.
A szamárium-hexaborid egy kevert vegyértékű vegyület, ami 3:7 arányban tartalmaz Sm2+ Sm3+ ionokat. A Kondo-szigetelők közé tartozik, vagyis 50 K fölött Kondo-fémként viselkedik, míg ennél alacsonyabb hőmérsékleten vezetési sávja 4–14 meV-ra szűkül. Az átmenetet a hővezetés ugrásszerű növekedése kíséri, ami 15 K-en éri el maximumát. Ennek az az oka, hogy alacsonyabb hőmérsékleten a fononok jobban vezetik a hőt, mint az elektronok, de az elektronkoncentráció csökkenése a fononok számát is érinti.

### Más szervetlen vegyületei

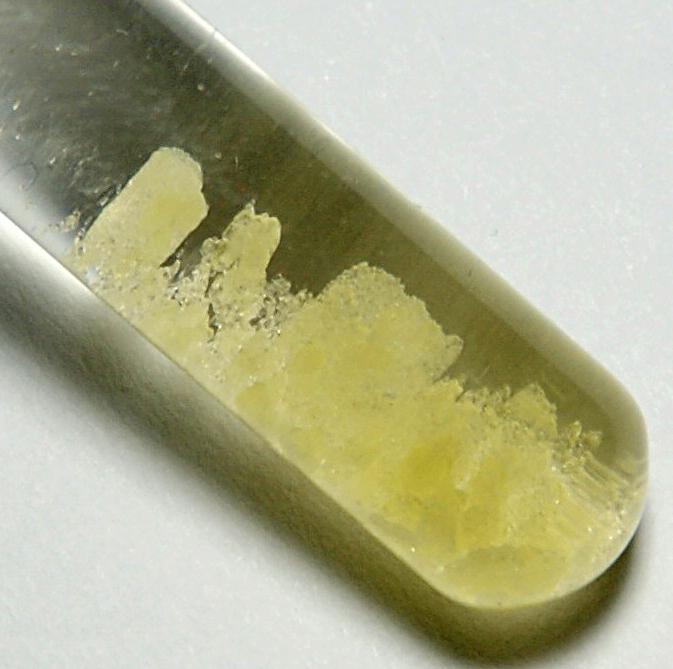
Szamárium-szulfát, Sm_{2}(SO_{4})_{3}

Inert atmoszféra alatt szamárium- és grafitpor keverékét hevítve szamárium-karbid nyerhető. A vegyület levegőn szétesik, ezért inert atmoszféra alatt kell tartani. A szamárium-monofoszfid félvezető a szilíciumhoz hasonlóan 1,10 eV-os tiltott sávval, és jó n típusú vezető. Üreges kvarcampullában foszfor és szamárium porának keverékét 1100 °C-ra hevítve állítják elő. A foszfor illékonysága és robbanásveszélye miatt a hevítés sebessége legfeljebb 1 °C/min lehet. Hasonlóan készítik a szamárium-monarzenidet is, de ekkor az elérendő hőmérséklet 1800 °C.
Ismertek továbbá vegyületei a négyes, az ötös és a hatos főcsoport elemeivel is, jelesül a szilíciummal, germániummal, ónnal, ólommal, antimonnal és a tellúrral. Egy másik nagy csoportot alkotnak a különféle ötvözetei. Mindezeket a vegyületeket a megfelelő anyagok porából alkotott keverék hevítésével nyerik. Az eljárás sokszor nem sztöchiometrikus vegyületet ad SmaXb névleges összegképlettel, ahol a b/a arány 0,5 és 3 között változik.

### Fémorganikus vegyületei
A szamárium ciklopentadiénnel alkotott vegyülete a Sm(C5H5)3 és klórszármazékai Sm(C5H5)2Cl és Sm(C5H5)Cl2. Tetrahidrofuránban szamárium-trikloridot NaC5H5-tel reagáltatva készítik. A legtöbb más lantanoidával ellentétben a Sm(C5H5)3-ban egyes C5H5 gyűrűk η1 vagy η² kötésekkel kapcsolódnak a szomszédos szamáriumatomhoz, polimerláncokat hozva létre. Az Sm(C5H5)2Cl dimer szerkezeteket tartalmaz, ezért pontosabb jelölése (η5-C5H5)2Sm(µ-Cl)2(η5-C5H5)2. A klórhidakat jód, hidrogén vagy CN helyettesítheti.
A szamárium-ciklopentadienidben a (C5H5)–-ion helyettesíthető a (C9H7)– indeniddel, vagy a (C8H8)2– ciklooktatetraenid gyűrűvel; így Sm(C9H7)3 vagy KSm(η8-C8H8)2 kapható. Az utóbbi szerkezete az uranocénhez hasonló. Létezik a két értékű szamárium Sm(C5H5)2 ciklopentadienidje is, aminek szublimációpontja 85 °C. A ferrocénnal ellentétben a Sm(C5H5)2-ben a C5H5-gyűrűk nem párhuzamosak, hanem 40°-kal elfordulnak.
A szamárium alkiljai és ariljai metatézis reakcióval állíthatók elő éterben vagy tetrahidrofuránban:
SmCl3 + 3 LiR → SmR3 + 3 LiCl
Sm(OR)3 + 3 LiCH(SiMe3)2 → Sm{CH(SiMe3)2}3 + 3 LiOR
ahol R szénhidrogéncsoportot, és Me a metilcsoportot jelöli.

## Izotópjai
Négy stabil (144Sm, 150Sm, 152Sm és 154Sm) és 19 instabil, radioaktív izotópja van. A természetben előforduló leggyakoribb izotópjai a 152Sm (26,75%), a 154Sm (22,7%) és a 147Sm (15%). Az extrém hosszú felezési idejű izotópok: 147Sm (felezési ideje t½ = 1,06·1011 év), 148Sm (7·1015 év) és 149Sm (>2·1015 év), amit egyes források stabilnak, mások radioaktívnak tekintenek. A természetben előforduló szamárium radioaktivitása 128 Bq/g.
A hosszú életű 146Sm, 147Sm, és 148Sm izotópok alfa-sugárzással neodímiumizotópokká bomlanak. A könnyebbek elektronbefogással prométiummá, míg a nehezebbek béta-bomlással európiummá.
A 147Sm bomlása 1,06·1011 felezési idejű bomlása143Nd-má a szamárium-neodímium kormeghatározás alapjául szolgál.
A 151Sm és a 145Sm felezési ideje rendre 90 év és 340 nap. A többi radioaktív izotóp felezési ideje 2 naposnál rövidebb, és ezek fele 48 másodpercen belüli. A magizomerek között a legstabilabb a 141mSm (felezési idő 22,6 perc), 143m1Sm (t½ = 66 másodperc) és 139mSm (t½ = 10,7 másodperc).

## Előállítása
A kitermelhető szamárium mennyiségét két millió tonnára teszik, ebből 700 tonnát termelnek ki évente. Az egyes országok termelését a ritkaföldfémek összes mennyiségére szokták megadni. Kína 120000 tonnát, az Amerikai Egyesült Államok 5000 tonnát, és India 2700 tonnát termel. A kitermelők nem szamáriumot, hanem szamárium-oxidot adnak el, ami az egyik legolcsóbb ritkaföldfém-oxid.
Az elegyfém 1% szamáriumot tartalmaz. Sokáig ezt használták; csak nemrég kezdtek viszonylag tiszta szamáriumot gyártani. Monacitból vagy bastnäsitből állítják elő. Az ásványok ritkaföldfém-tartalmát ioncserével, oldószer extrakcióval vagy elektrokémiai leválasztással különítik el. Az utolsó lépésben lantánnal redukálják a nagy tisztaságú szamárium-oxidot. A fémet gyakran a szamárium(III)-klorid nátrium-kloriddal vagy kalcium-kloriddal vett keverék olvadékából elektrolízissel vonják ki. A szamárium-151-et az urán bomlástermékeiből szűrik ki; előfordulási gyakorisága 0,4%. A szabályozórudak szamárium-149-éből is keletkezhet neutronbefogással.

## Felhasználása
Az egyik legfontosabb felhasználási területe a kobalt-szamárium mágnesek, melyek névleges összetétele SmCo5 vagy Sm2Co17. Permanens mágnesességük 10 ezerszer nagyobb a vasénál, és csak a neodímium mágnesek előzik meg őket. Viszont jobban ellánállnak a lemágnesezésnek, és egészen 700 °C-ig stabil mágnesek, míg a neodímium mágnesek 300–400 °C-ig stabilak. Ezeket a mágneseket kismotorokba, fejhallgatóba és különféle hangszerekbe építik be.
A szamáriumot és vegyületeit reagensként és katalizátorként is hasznosítják. Segítik a műanyagok lebontását, a klór eltávolítását többek között a poliklóros bifenilekből, és az etil-alkohol dehidratációját és dehidrogenizációját. A szamárium(III)-triflát Sm(CF3SO3)3) az egyik leghatékonyabb Lewis-sav katalizátor az alkének halogénekkel irányított Friedel–Crafts-reakciójában. A szamárium(II)-jodid gyakori redukálószer és polimerizálószer a szerves szintézisben.
A szamárium-oxidot optikai üvegekhez és kerámiákhoz adják az infravörös fény elnyelésére. Az elegyfém részeként öngyújtókhoz, világítótestekhez és fáklyákhoz használják fel. Egyes szamáriumvegyületekkel fényérzékenyebbé teszik a fényport.
A szamárium 153-as 46,3 órás felezési idejű, β-bomló izotópját sugárterápiában használják fel. A hatóanyag a radioaktív Sm3+-ion kelátkomplexének nátriumsója, amit intravénásan juttatnak a szervezetbe. Az izotópot tartalmazó vegyületet QuadrametTM néven forgalmazzák. A kelátképzés a radioaktív szamárium felhalmozódásának megelőzésére szolgál, ami a sugárzás megnövelésével a rák kiújulásához vezetne.
A szamárium-149 jó neutronbefogó (41000 barn), ezért atomreaktorok szabályozórúdjaiba teszik. A bórral és a kadmiummal szemben előnye az elnyelés stabilitása, hiszen a fúzióval és bomlással keletkező szamáriumizotópok szintén jó neutronbefogók: a szamárium-151 befogóképessége 15000 barn, a szamárium-150, 152, 153-é is több száz, és a természetes összetételű szamáriumé is 6800 barn. A bomlástermékek közül a szamárium-149 a második legfontosabb az atomreaktorok tervezésében és üzemeltetésében a xenon-135 után.

### Nem kereskedelmi és lehetséges alkalmazásai
Az IBM kutatólaborjában 1961-ben Mirek Stevenson és Peter Sorokin szamáriummal szennyezett kalcium-fluorid kristályokkal épített elsőként szilárd kristállyal működő lézert. Ez a lézer 708,5 nm hullámhosszú vörös fényt bocsátott ki. Mivel folyékony héliummal hűtötték, azért kereskedelmi forgalomba nem került.
Egy másik szamárium alapú lézer az első telített röntgenlézer lett, ami 7,3 és 6,8 nm hullámhosszú sugarakat bocsát ki 50 pikomásodperces impulzusokkal. A lézert a holográfiában, a biológiai mikroszkópiában, a deflektometriában, az interferometriában és a radiográfiában használták többek között sűrű ködök vizsgálatára és asztrofizikai célokra.
A szamárium-monokalkogenidek elektromos ellenállásának változását nyomásérzékelőkben és memóriákban használják ki, ahol is az ellenállást a külső nyomással szabályozzák. Ezeket az eszközöket még fejlesztik. A szamárium-monoszulfidban enyhe melegítés hatására elektromos feszültség keletkezik, amivel termoelektromos konverterek készíthetők.
A szamárium és a neodímium 147Sm, 144Nd és 143Nd izotópjainak elemzése segít a sziklák és a meteoritok származásának és keletkezési idejének meghatározásában. Ez a szamárium-neodímium kormeghatározás. A két ritkaföldfém fizikai és kémiai tulajdonságai hasonlók, így nehez válnak el egymástól a különféle geológiai folyamatok hatására. Elkülönülésük jól modellezhető az elemek ionsugarának méretének különbözőségével.

## Külső linkek
- WebElements.com – Samarium
- It's Elemental – Samarium
- Reducing Agents > Samarium low valent
- PannonPharma Kft. - Nátrium-szamárium-diszulfoszalicilát